# 統一夢時代購物中心
統一夢時代購物中心 （Dream Mall） ，是一間位於臺灣高雄市前鎮區的大型購物中心，也是高雄市及全台灣規模最大（包括店鋪數、營業面積）的購物中心，商場總樓板面積約78,000坪，2007年3月30日試營運，同年6月7日正式營運，為統一企業集團的統正開發主導開發計畫的第一期。2015年營業額突破100億元，目前為高雄市營業額第二名的百貨商場（2023年營收達151億元，已計入統一時代百貨部分）。主館頂樓設有一標高102.5公尺的摩天輪，可同時欣賞到市景及海景。商場西側緊鄰高雄環狀輕軌C5夢時代站。

## 商場簡介

夢時代購物中心第一代LOGO

夢時代購物中心基地面積約15,000坪（50,000 m2），建築總樓板面積約121,000坪（400,000 m2），包含廣達78,000坪（260,000 m2）的商場與43,000坪（140,000 m2）的汽車空間，由地上分別為七層「藍鯨館」及十層主館、地下二層相連的兩棟建物組成。

### 主力核心店
統一時代百貨為購物中心主要的主力核心店，位於本館西端地上六層至地下一層，原為統一與日本阪急百貨合作的「統一阪急百貨」在臺灣的首間店舖，但因日本合作對象組織重組及策略改變，加上同集團阪神百貨在高雄已有與漢來集團合作的漢神百貨，故2016年約滿後不再續約，而由統一企業集團買回股份，高雄店與夢時代購物中心合併為同一公司。
夢時代購物中心目前的主力核心店，B2有HOLA特力和樂、新高橋藥妝、建築樂園、爬爬客親子樂園、追風奇幻島、傑克玩樂園Jack's Park、湯姆熊歡樂世界；B1設有各式主題餐廳、美食廣場、LOPIA超市；1樓設有H&M女裝及家居、Gap、2nd STREET、全國電子、良興電子、野獸國、台華窯、主題餐廳區；2樓設有H&M男裝及童裝、無印良品、光南大批發、鞋全家福、大霹靂旗艦店；3樓設有集雅社；4樓設有城市綠洲單車戶外生活館；5樓設有金石堂書店（2024年回歸）、湯姆熊歡樂世界；6樓設有 BEING sport 統一健身俱樂部、BEING spa；6～7樓設有食尚享饗、日本美食街、食尚時代等主題餐廳區；7樓設有宜得利家居（2016年回歸）、大創百貨、康是美；8～9樓為秀泰影城，頂樓為HAPPY100遊樂世界。
夢時代購物中心於開業初期，曾引進多家台灣獨家的大型專門店，如瑪莎百貨（2007～2008，D區1F）、宜得利家居（2007～2010，D區B2）、北海道百貨及食堂（2007～2013，D區B1）、Village Vanguard 比利治玩家（2012～2015，C區7F）等，並曾設有Pet Plus寵物達人館（C區B2）、誠品書店（2007～2017，D區3F）、金石堂書店（2007～2012，B區B1、B2）、喜滿客影城（2007～2022，紅/綠區7F）、夠壞堂、奇美博物館、時尚故宮、政大書城（2019～2023，藍區2F）、九乘九文具專家（2015～2024，紅區7F）、Wellcome Gourmet超市／JASONS MARKET PLACE／Mia C'bon Market（2008～2025，綠區B1）、POYA寶雅（2015～2025，紅區7F）等店舖。
夢時代購物中心建築設計由RTKL建築師事務所設計，建築外形設計是受到自然的啟發，後棟主體建築花崗岩外牆呈現地球和石頭的永恆面象，前棟藍鯨館建築玻璃帷幕外牆則表現出水和天空的律動，如巨大的藍鯨游入黃金海岸，二棟建築以東西二側天橋連接，串連人潮與商機，猶如大船駛入高雄港此座大寶山。穿插在兩建築之間，量身打造一個適合精品旗艦店之內街空間景致，加上內街之露天表演台，營造宛如紐約第五街之購物氣氛。

### 內部樓層規劃

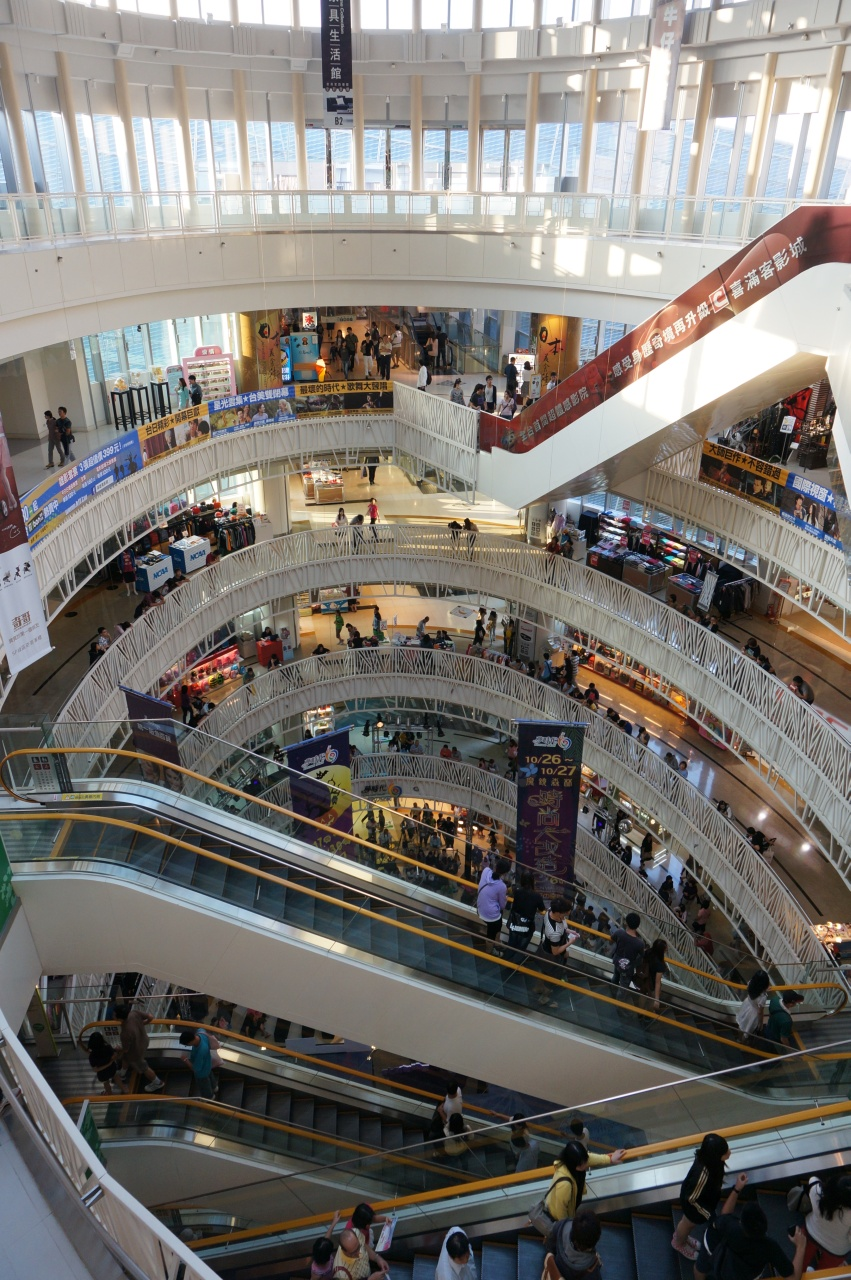
夢時代購物中心的內部樓層

商場樓層主題即以夢時代第一代logo標誌來發展，以海洋（B1－B2）、花卉（1F－2F）、自然（3F－6F）、宇宙（7F－RF）為四大主題規劃，讓各樓層展現獨特的賣場空間魅力，四大主題共同為夢時代打造出購物、休閒、娛樂、餐飲、藝文的生活空間。
藍鯨館3樓“牛仔大道”、4樓“潮流大道”佔地729坪，是五月天主唱阿信的作品，籌劃為期一年半，投入近2000萬元興建。阿信表示該項目從概念規劃、整體設計、品質監工，均是與和設計師「不二良」一起規劃設計，他工作得心應手，也很輕鬆。他說，高雄是海港，地點在夢時代三、四樓走道，就像在藍鯨的肚子內，所以他的設計理念是以海洋、港口為主。
阿信與不二良因為有音樂人與設計師身分，在藍鯨館空間規畫上，將舞台設計概念融入透明玻璃船，更有噱頭的升降船板在空間穿梭遨遊，視覺層次完全不受限，在船上也有展演功能的動線規劃，舞台效果十足。

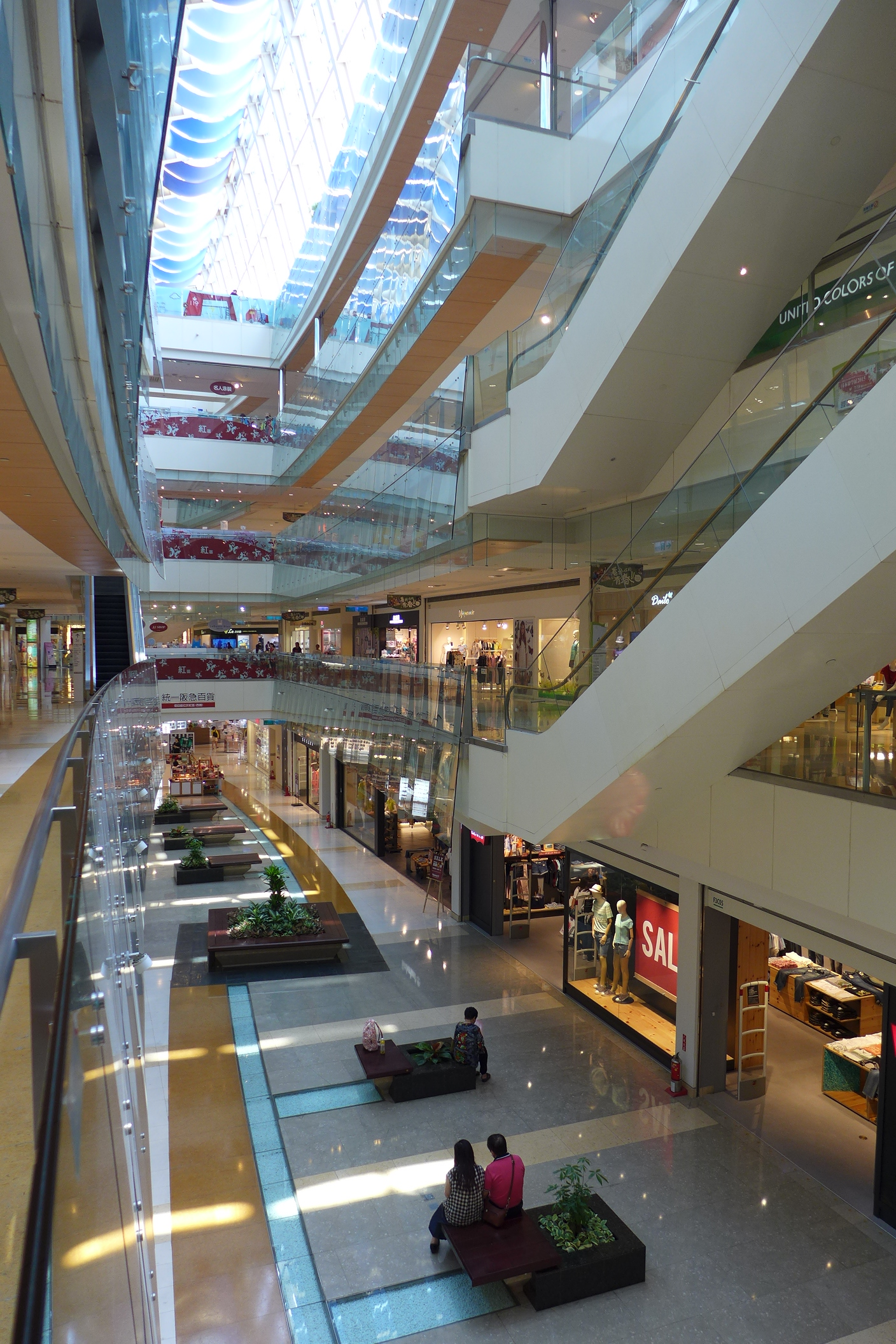
商場高層中庭
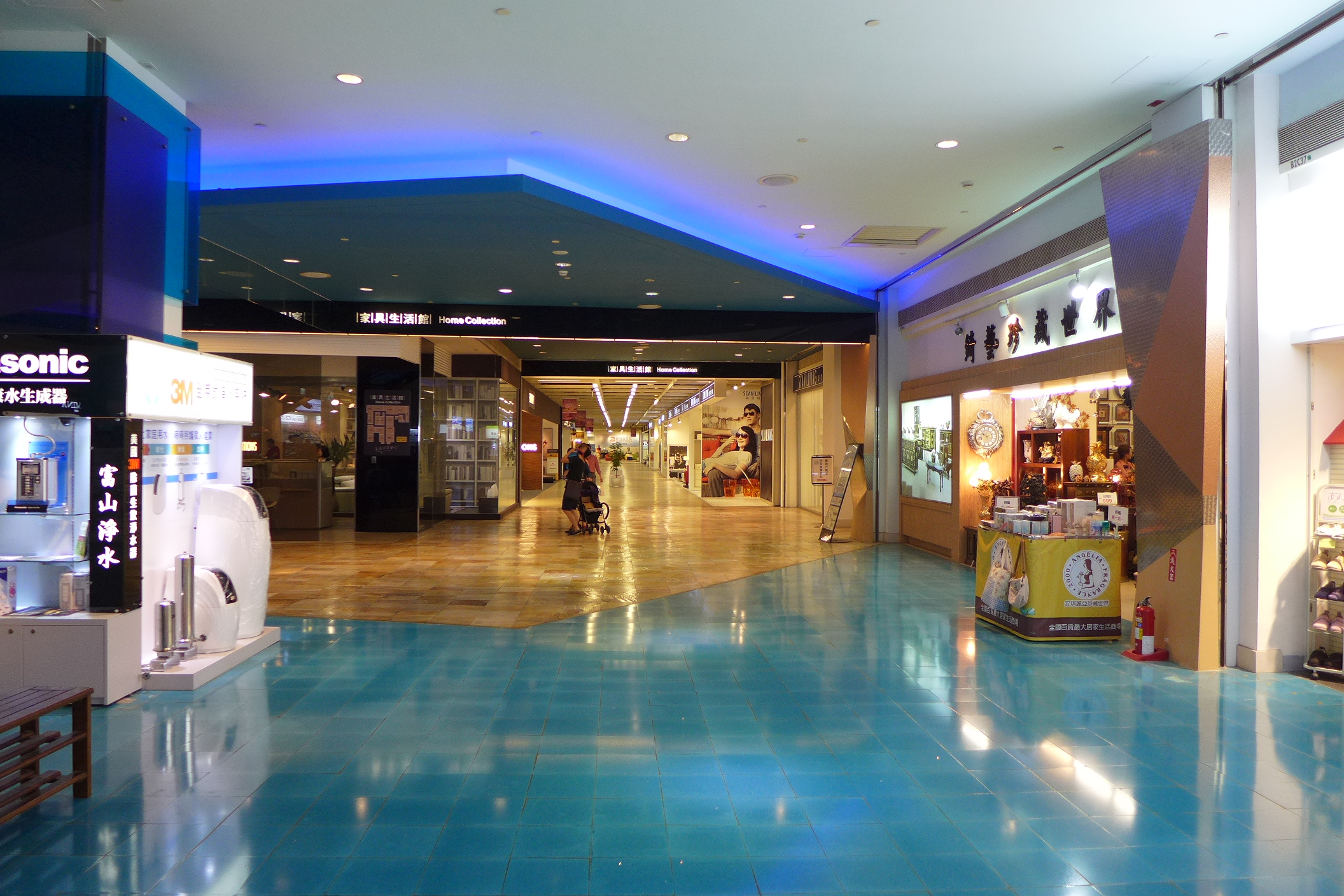
B2層家居生活館
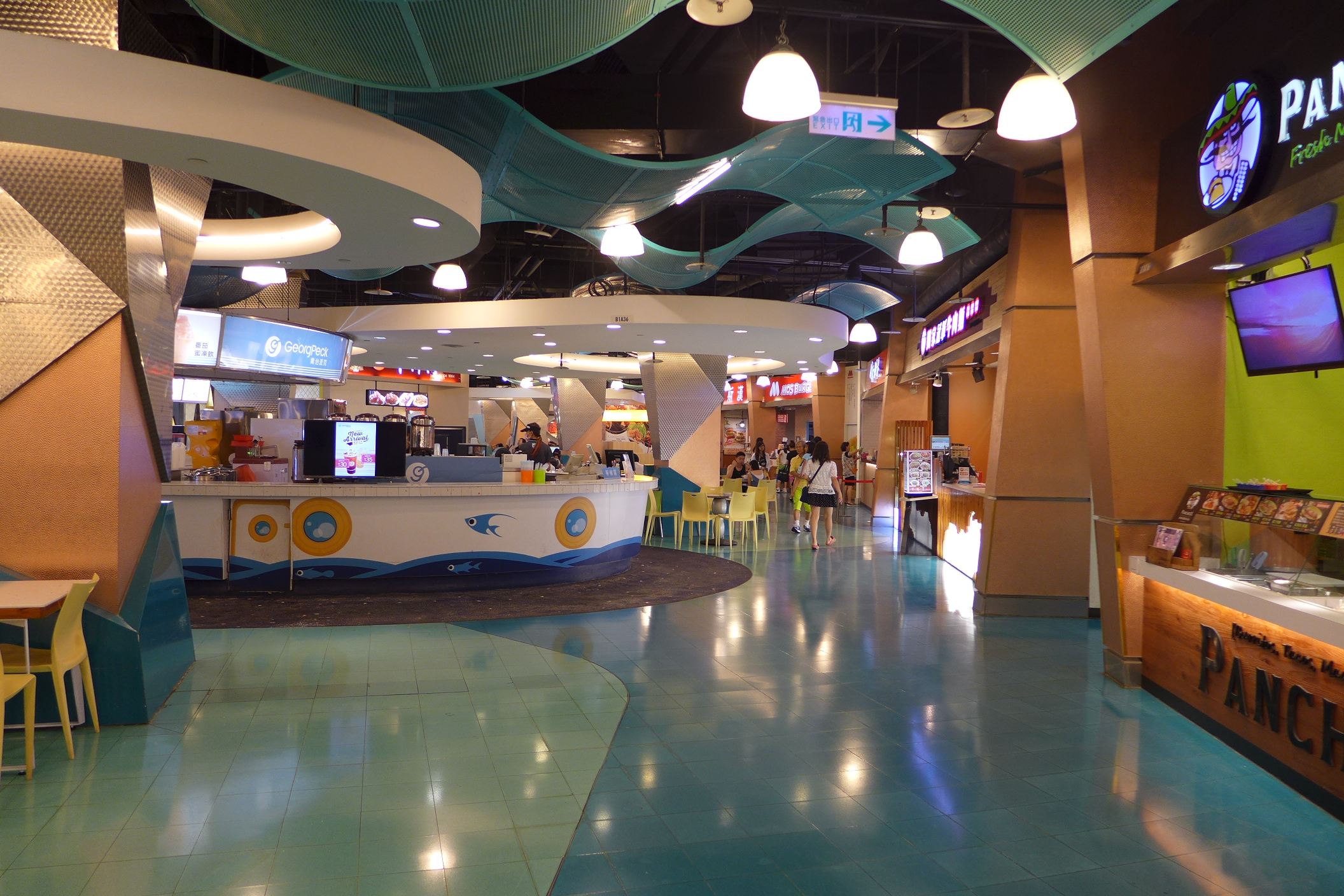
B1層美食廣場以海洋為主題
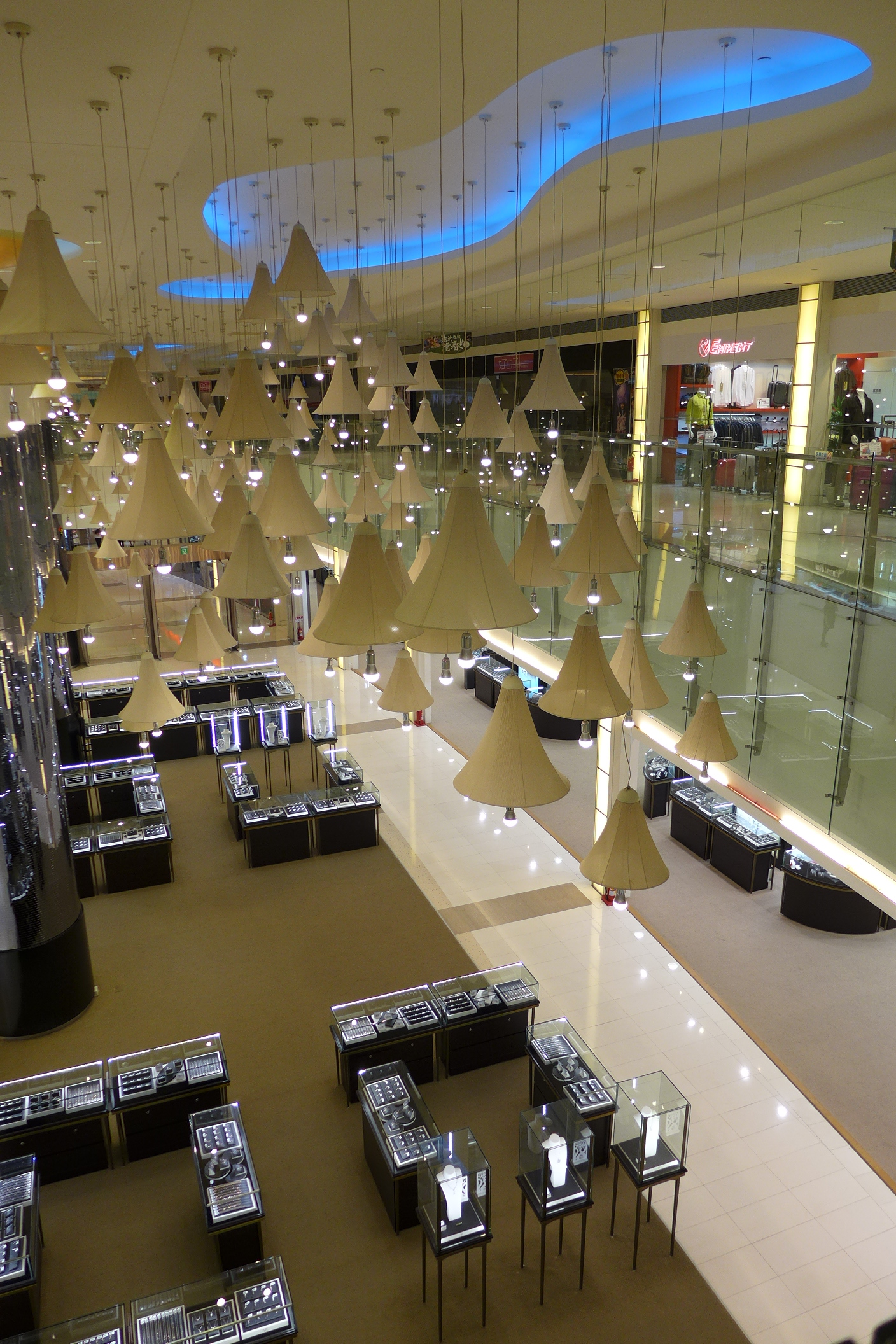
低層商場中庭的燈飾
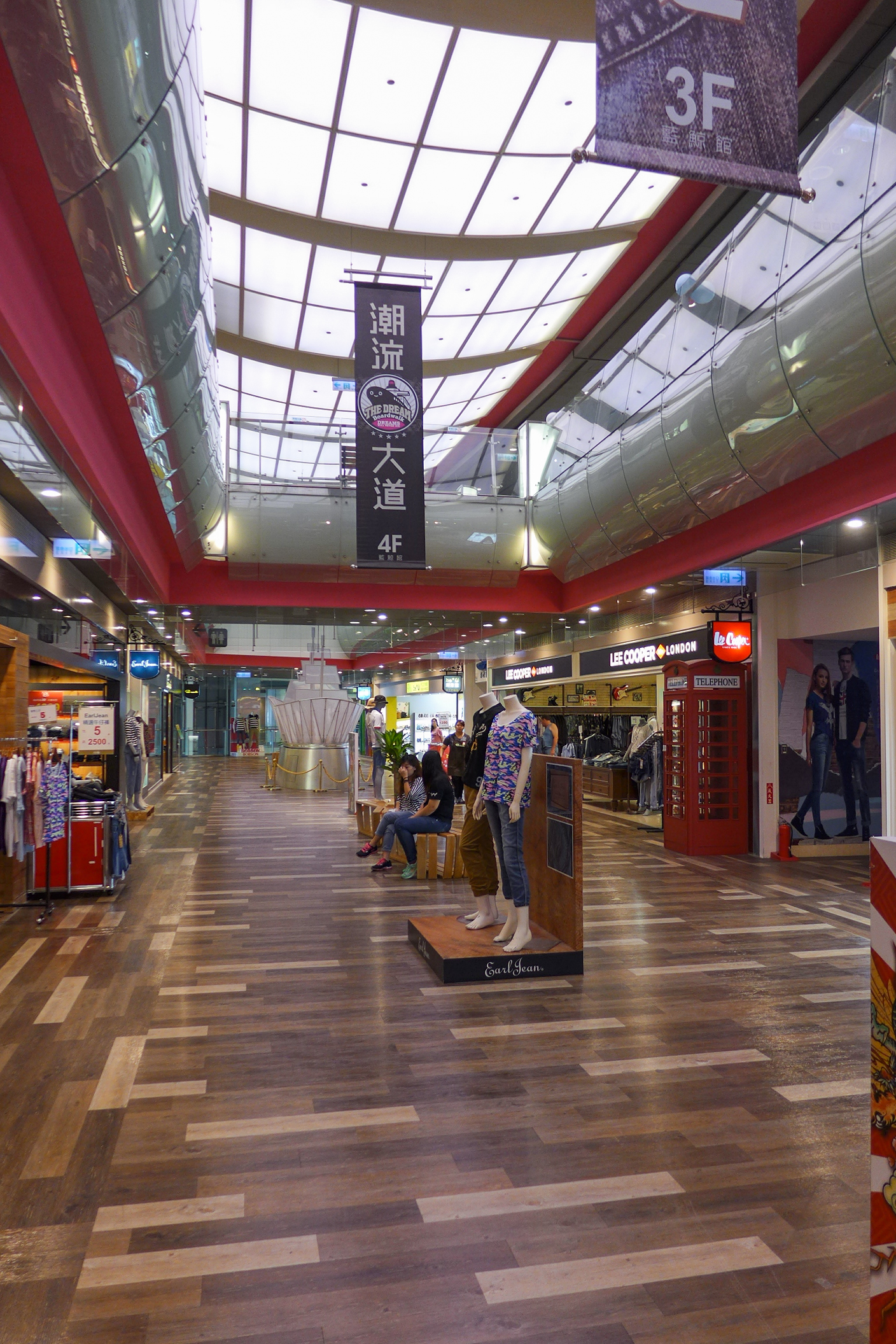
3樓牛仔大道
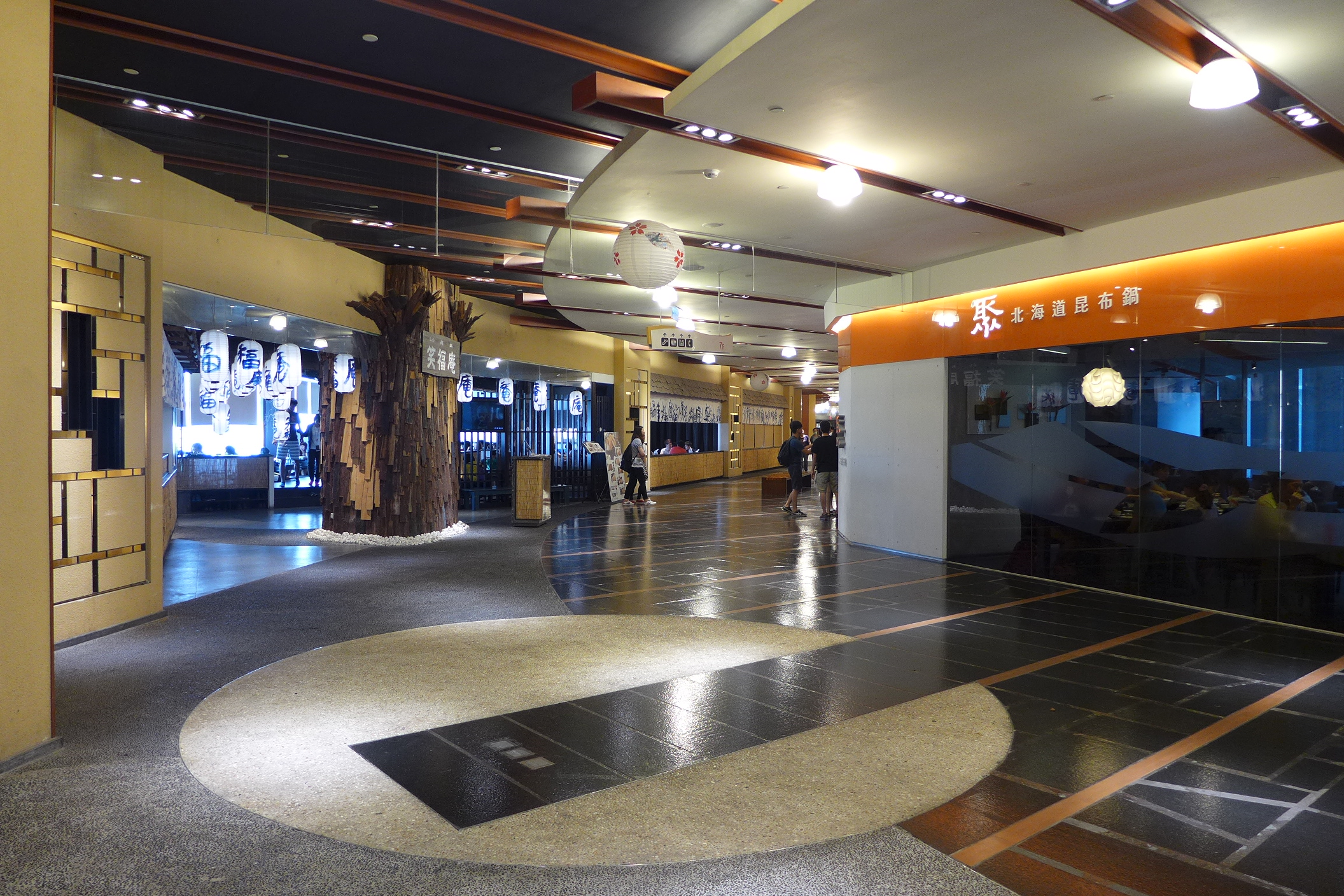
7樓餐廳

### 摩天輪

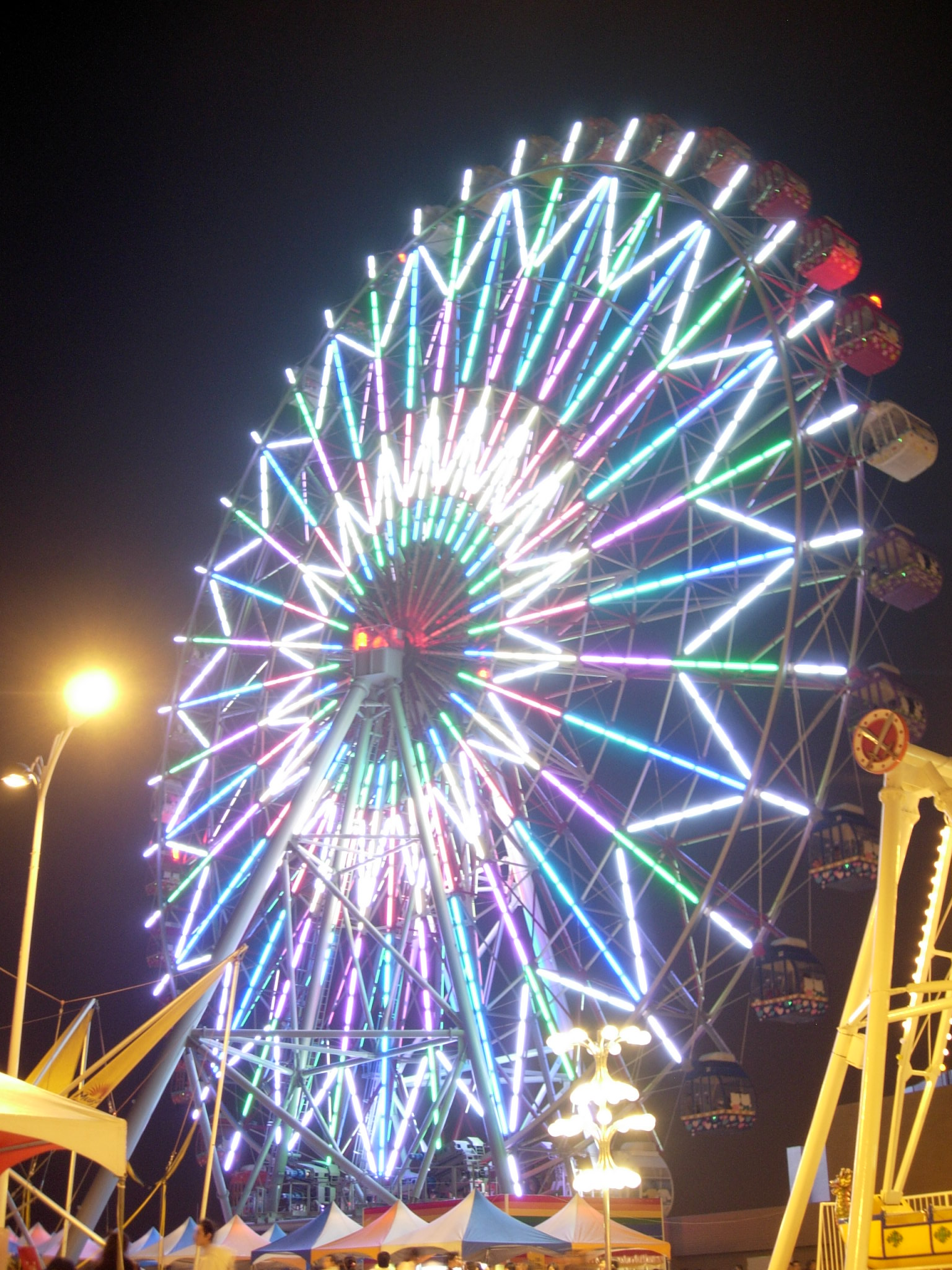
夢時代購物中心摩天輪

位於頂樓的「高雄之眼」摩天輪直徑50公尺，含建物總標高102.5公尺，為台灣離地總高最高的摩天輪與直徑第五大的摩天輪。由日本泉陽興業株式會社（Senyo Kogyo Co., Ltd.）負責規劃設計鑄造及監製、 由中鋼機械股份有限公司負責組裝，並引進日本泉陽株式會社技術，分別以包括有春、夏、秋、冬、聖誕、新年等6種主題做出燈光變化。 透過燈飾的光影變化讓摩天輪新增令人賞心悅目的繽紛景致。高雄之眼共有36個空調車廂（含2個身心障礙人士專屬車廂及2個透明車廂），以6種主題色彩裝飾，轉行的時速約0.63公里，轉行一周時間約為15分鐘，讓乘坐者能夠綜覽高雄港、西子灣、壽山及高雄市景360度不同面向的景觀。 為了提供全方位的體貼服務，設置兩個無障礙服務車廂。 2008年4月1日啟用兩座透明車廂。2007年3月30日～2013年2月17日車廂塗裝採用由日本三麗鷗（Sanrio）授權的Hello Kitty，又稱為「Hello Kitty & Sanrio Friends 摩天輪」，2013年2月24日起車廂改採統一超商的形象代言玩偶OPEN小將塗裝，因此又稱為「OPEN!家族摩天輪」由於緊鄰在高雄港邊，是台灣少數可以觀賞海景的摩天輪。另外特別規劃情人車廂及商務車廂，情人車廂以OPEN小將及小桃玩偶布置，運用粉色浪漫元素，並附贈專屬下午茶套餐，而商務車廂內則提供免費wifi、電源服務及飲料，適合洽公、會議、閱讀所使用。

## 樓層導覽
| 樓層 | 名稱       |
| ---- | ---------- |
| RF   | 摩天輪樂園 |
| 9F   | 宴會娛樂   |
| 8F   | 影城會館   |
| 7F   | 潮流美饌   |
| 6F   | 運動休閒   |
| 5F   | 兒童王國   |
| 4F   | 新潮流行   |
| 3F   | 都會新貴   |
| 2F   | 時尚樂活   |
| 1F   | 國際精品   |
| B1   | 美食天地   |
| B2   | 居家生活   |

## 主題曲
- 《夢時代[5]》演唱／代言人：劉虹翎、擎天娛樂發行

- 迎賓曲《把心敞開》

作詞：張春婕
作曲：工藤仁志
編曲：工藤仁志
演唱：高瑞欣
發行：種子音樂
- 晚安曲《Good Night My Friend》

作詞：muziKEN
作曲：muziKEN
編曲：李海
演唱：高瑞欣
發行：種子音樂

## 新聞事件
- 2018年4月19日，一名年約50多歲的男子從夢時代購物中心7樓墜落至3樓蛋型廣場，送醫時已無生命跡象，初步調查可能是輕生。[6]
- 2021年12月19日，一名66歲男子自夢時代購物中心頂樓女兒牆墜落至人行道，當場失去生命徵象。[7]
- 2023年12月31日，時代大道跨年演唱會現場驚傳有人持刀，現場頓時一片混亂，經員警確認後，該物品為原子筆[8][9]，警方盤查後，帶回3名目擊者，經過了解是有一名20餘歲青年與阿伯發生爭執，隨即亮出疑似6公分水果刀，該事件造成多名民眾因騷動推擠產生身體不適。[10]

## 外部連結
- 高雄統一夢時代購物中心 （页面存档备份，存于）（中文）（简体中文）（日語）（英文）
- 高雄統一夢時代購物中心的Facebook專頁
- 夢時代購物中心 / 統一時代百貨高雄店的Instagram帳戶
- YouTube上的高雄夢時代購物中心頻道
- 台灣公司資料 （页面存档备份，存于）
- 統一夢時代購物中心 - Tripadvisor （页面存档备份，存于）

22°35′41.3″N 120°18′26.06″E / 22.594806°N 120.3072389°E